# کوپکا ۵۳۶۳
سیارک ۵۳۶۳ (به انگلیسی: 5363 Kupka، نامگذاری:1979UQ) پنج هزار و سیصد و شصت و سومین سیارک کشف شده‌است که در ۱۹ اکتبر ۱۹۷۹ کشف شد.
قدر مطلق سیارک برابر ۱۳٫۷۰ است.